# 살아있는 것만으로도, 사랑
《살아있는 것만으로도, 사랑》(일본어: 生きてるだけで、愛。)는 모토야 유키코에 의한 연애 소설. 잡지 〈신조〉 2006년 6월호에 게재된 전날 단편 〈그 새벽〉과 함께 동년 7월 31일에 신초샤에서 간행되었다. 2009년 3월 1일에 신초샤 문고로부터 문고화되었다.
표제작이 제135회 아쿠타가와 류노스케상 후보, 단행본이 제20회 미시마 유키오상 후보가 되었으며, 2018년에 영화화되었다.

## 관련 서적
- 살아있는 것만으로도, 사랑 (2006년 7월 31일, 신초샤, ISBN 978-4-10-301771-4)

- 살아있는 것만으로도, 사랑 (2009년 3월 1일, 신초샤, ISBN 978-4-10-137171-9)

## 영화
2018년 11월 9일 개봉. 주연은 슈리, 영상 디렉터 세키네 코사이가 각본, 감독을 담당 본작이 장편 영화 데뷔작이다.

### 출연
- 야스코 - 슈리
- 쓰나기 - 스다 마사키
- 무라타 - 다나카 테츠시
- 마키 - 니시다 나오미
- 이소야마 - 마츠시게 유타카
- 미사토 - 이시바시 시즈카
- 리사 - 오다 리사
- 안도 - 나카 리이사

## 스태프
- 원작 : 모토야 유키코 〈살아있는 것만으로도, 사랑〉 (신초샤 문고)
- 감독·각본 : 세키네 코사이
- 음악 : 세부 히로코
- 프로듀서 : 카이 마사키
- 제작 : 마쓰이 토모, 후지모토 요시미, 반도 코지, 아라이 시게토, 모리하라 토시로, 젠 신스케, 우에다 유타카, 미토베 아키라
- 어소시에이트 프로듀서 : 사토 쿠미, 카나이 류지
- 촬영 : 시게모리 도요타로
- 조명 : 나카스 타케시
- 미술 : 이노우에 신페이
- 녹음 : 야마모토 타카시
- 편집 : 타마키 겐타
- 의상 : 타치바나
- 헤어 메이크업 : 다나카 마리코
- 조감독 : 쿠보 후미코
- 제작 담당 : 나카무라 테츠야
- 배급 : 클락 웍스
- 기획·제작 프로덕션 : 스타일 잼
- 제작 : 〈살아있는 것만으로도, 사랑〉 제작위원회 (해피 넷, 스타일 잼, 클락 웍스, 히카리 TV, 니카쓰, 오데사 엔터테인먼트, 글래스고 15, 포니캐년 엔터프라이즈, 컨텐츠 포텐셜)

## 수상
- 제33회 다카사키 영화제 최우수 여우주연상 (슈리)[5]
- 제42회 일본 아카데미상 신인상 (슈리)[6]
- 오사카 시네마 페스티벌 2019 일본 영화 개인부문 여우주연상 (슈리)[7]
- 제63회 미우라상 (시게모리 도요타로)[8]